# Christopher Paul George

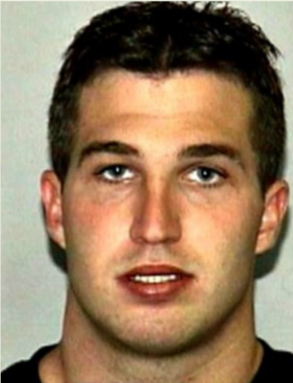
Erkennungsdienstliches Lichtbild von Chris George

Christopher Paul George, kurz Chris George (geboren am 11. November 1980 in den Vereinigten Staaten) ist ein amerikanischer Unternehmer und Schwerverbrecher. Zusammen mit seinem Zwillingsbruder Jeffrey Frank George (kurz Jeff George) und weiteren Beteiligten betrieb er in Florida mehrere Pill Mills, illegale Kliniken zur Ausgabe verschreibungspflichtiger Betäubungsmittel, die zur Ausweitung der Opioidkrise in den USA beitrugen. Wegen dieser und weiterer Delikte wurde George 2012 zu 17,5 Jahren Haft verurteilt. Medien bezeichneten ihn als Pill Mill Kingpin, also als Gangsterboss der Pillenfabriken, weil er zwischen Februar 2008 und März 2010 zum Eigentümer des größten Verbunds solcher Schmerzkliniken in Florida aufgestiegen war.

## Herkunft, Familie, Adoleszenz
Die Zwillingsbrüder wuchsen als Kinder von John George und seiner Ehefrau Denice Haggerty in Wellington (Florida) auf, einer Gegend, deren Einwohner als begütert gelten. Der Vater war im Bausektor reich geworden. Die Eltern ließen sich 1988 scheiden. Nach Aussage ihres Vaters waren Chris und Jeff keine besonders guten Schüler, erwarben im Elternhaus jedoch unternehmerische Einstellungen.
Im Alter von 13 Jahren wurde Chris erstmals verhaftet. Weitere Konflikte mit den Ordnungshütern folgten aufgrund von unerlaubtem Alkoholbesitz, Schlägereien, Ordnungswidrigkeiten, Behinderung der Justiz und Diebstahl. 2003 wurde er verhaftet, weil er für den Eigengebrauch und für Freunde ein Paket mit anabolen Steroiden bestellt und angenommen hatte. Chris George wurde zu acht Monaten Haft verurteilt, von denen er sechs verbüßte, überwiegend als Freigänger im Geschäft seines Vaters. Nach Entlassung aus der Haft setzte er die Tätigkeit im Bauunternehmen seines Vaters fort. Zuvor hatte Chris, ohne einen Abschluss zu machen, Betriebswirtschaftslehre und Baumanagement studiert, zwei Jahre am Palm Beach Community College und zwei Jahre an der Florida International University.

## Erste Vertriebstätigkeiten
Vor dem Einstieg in das Pill-Mill-Business betrieben Chris George und sein Zwillingsbruder Jeff die South Beach Rejuvenation Clinic, ein Unternehmen, das dem illegalen Verkauf anaboler Steroide diente. Nach telemedizinischen Konsultationen per Telefon oder E-Mail wurden Muskelaufbaupräparate vertrieben. Als Eigentümer dieses zirka 2006 etablierten Geschäfts war Jeff George eingetragen.

## Pill Mills

### South Florida Pain Clinic
Nach einem Gespräch mit einem Arzt beschloss Chris George Ende 2007, gemeinsam mit seinem Zwillingsbruder in das Schmerzmanagement-Geschäft einzusteigen. Er trieb die entsprechenden Planungen und Vorbereitungen voran, sodass die South Florida Pain Clinic im Februar 2008 starten konnte. Ihr erster Standort war ein Bungalow am Oakland Park Boulevard, Fort Lauderdale.
Innerhalb von zwei Wochen erkannte Chris George die Möglichkeiten, die im Pill-Mill-Geschäft steckten, und leitete die Expansion ein. Er platzierte Stellenangebote für Ärzte auf craigslist.org. Wenige Wochen nach Aufnahme des Geschäftsbetriebs suchte eine große Zahl von Kunden aus Kentucky und Tennessee die South Florida Pain Clinic auf. Die Umsätze stiegen deutlich, auch weil sogenannte Sponsoren auftraten. Diese bezahlten jeweils eine Handvoll Personen – oft Opioid-Süchtige – dafür, dass sie in der South Florida Pain Clinic vorsprachen, Rezepte für hochdosierte Schmerzmittel erhielten und noch in dieser Klinik Hunderte von verschreibungspflichtigen Schmerztabletten erwarben. Einen relevanten Teil dieser Tabletten gaben die Patienten beziehungsweise Käufer an die Sponsoren ab, die diese Tabletten anschließend auf dem Schwarzmarkt verkauften.
Zum Geschäftserfolg trug auch Werbung auf Großwerbetafeln, in Gratiszeitungen und im Internet bei. Chris George beauftragte überdies Experten damit, die Website der South Florida Pain Clinic in Suchmaschinen optimal zu platzieren. Gleichzeitig kümmerte er sich um den Aufbau eines stabilen Lieferantennetzwerkes, meist kleinere Schmerzmittel-Zwischenhändler.
Beschwerden von Inhabern umliegender Geschäfte führten dazu, dass ein Zeitungsbericht über die South Florida Pain Clinic erschien. In der Folge observierte die Polizei das Geschehen. Auf diese Umstände und die rasch steigende Klientenzahl reagierte die Klinik im Sommer 2008 mit dem Umzug an einen neuen Standort, den Bürokomplex Cypress Creek Executive Court in der Nähe des Fort Lauderdale Executive Airport. An diesem Standort wurde die Zahl des Personals erhöht. Nach wenigen Wochen häuften sich die Anwohnerbeschwerden ebenfalls, sodass die South Florida Pain Clinic erneut Journalisten und Vertreter von Strafverfolgungsbehörden anzog. Der Vermieter kündigte den Mietvertrag.

### American Pain

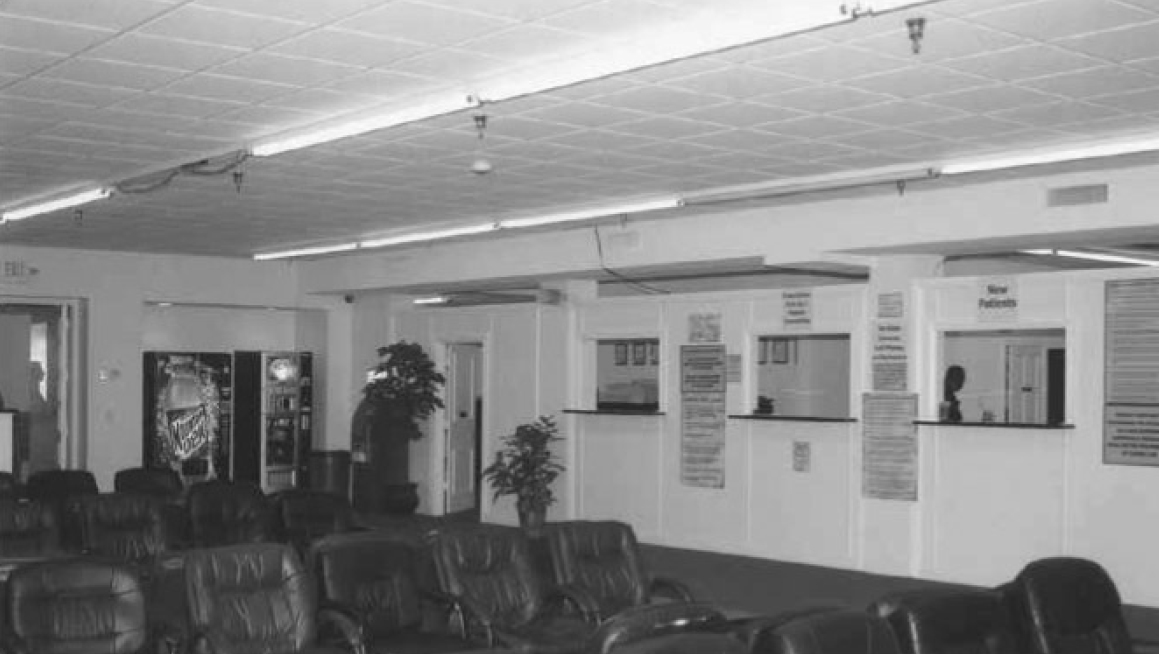
Der Warteraum von American Pain, Standort am North Dixie Highway, Lake Worth am 3. März 2010 (FBI-Foto)

Aus diesen Gründen wurde das Geschäft 2009 am North Federal Highway in Boca Raton fortgesetzt. Der Umzug war mit einem Wechsel der Firmierung verbunden, das Unternehmen nannte sich nun American Pain. In den behördlichen Unterlagen war nicht mehr Chris George als Eigentümer eingetragen, sondern ein Strohmann. Das Geschäft florierte weiterhin. In der zweiten Jahreshälfte 2009 arbeiteten hier fünf Mediziner in Vollzeit, hinzu kamen weitere Ärzte mit Teilzeitverträgen, die Zahl des Personals lag bei rund 20 Personen. Die internen Prozesse wurden zugleich optimiert, damit möglichst viele Patienten in möglichst kurzer Zeit mit Schmerzmitteln versorgt werden konnten. Die Klinik entwickelte sich mehr und mehr zu einem „Verschreibungs-Fließband“.
Trotz des Namenswechsels gelang es nicht, sich der Medienaufmerksamkeit und der behördlichen Beobachtung zu entziehen. Beispielsweise filmte das Team der portugiesischen Journalistin Mariana van Zeller die Klinik. Diese Aufnahmen und die einer anschließenden Verfolgung der Journalistin durch Chris George und den Sicherheitschef von American Pain wurden in Zellers Dokumentation The OxyContin Express verarbeitet, die neben dem Peabody Award (2010) weitere Auszeichnungen sowie Nominierungen für den Emmy erhielt.
Die Suche nach einem neuen Standort für American Pain begann im November 2009. Chris George entschied sich für ein früheres Bankgebäude am North Dixie Highway in Lake Worth. Es verfügte über drei Stockwerke und mehr als 6.000 Quadratmeter; damit war es doppelt so groß wie das vorherige Gebäude am North Federal Highway und fast zwanzigmal so groß wie der Bungalow am Oakland Park Boulevard. Am 1. Februar 2010 wurde dort der Betrieb aufgenommen.

### Weitere Betriebe
2009 eröffnete Chris George eine weitere, deutlich kleinere Klinik (Executive Pain) in West Palm Beach. Strohfrau war seine Lebensgefährtin und spätere Ehefrau Dianna Marie Pavnick, eine frühere Stripperin. Im selben Jahr erwarb er eine Apotheke (Quick Pharm) in Orlando (Florida), die anschließend ebenfalls von einem Strohmann geführt wurde. Eine weitere Apotheke, deren Eigentum Chris George verschleierte, war Boca Drugs in Boca Raton.
Für den Fall verschärfter gesetzlicher Bestimmungen Floridas zur Rezeptierung und zum Verkauf von verschreibungspflichtigen Schmerzmitteln eröffneten die Zwillingsbrüder im Februar 2010 vorsorglich eine kleine Pill Mill in Kennesaw, Georgia.

### Zahlen und Bedeutung
Die Ärzte verschrieben in der Regel einen Mix aus Schmerzmitteln, darunter große Mengen Oxycodon, Xanax und Soma. Allein in der Pill Mill American Pain versorgten die Ärzte täglich bis zu 500 Patienten. Vom 7. Juli 2008 bis etwa zum 2. März 2010 stellten Ärzte dieser Klinik ungefähr 66.871 Rezepte aus, 96 Prozent für Oxycodon oder Alprazolam. Rund 80 Prozent der Rezepte dieser Pill Mill gingen an Personen, die ihren Wohnsitz nicht in Florida hatten.
Ein FBI-Repräsentant bezeichnete den Unternehmensverbund im August 2011 als die größte kriminelle Organisation in den USA, die mit der illegalen Verteilung von Schmerzmitteln Geschäfte machte.
Christopher Paul George gab an, dass seine Pill Mills mehr als vierzig Millionen Dollar erwirtschafteten.

## Observationen, Strafverfahren, Urteile

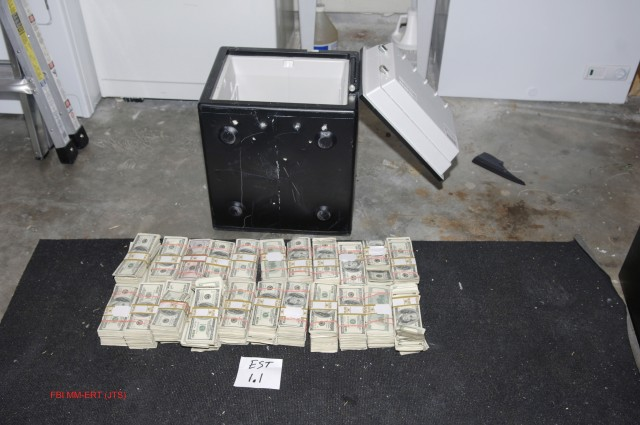
Einer von vier Tresoren mit Geld, die auf dem Dachboden von Chris Georges Mutter gefunden wurden (FBI-Foto von März 2010)

Rund 14 Monate lang werteten das FBI, die DEA, die Bundessteuerbehörde der Vereinigten Staaten, das Palm Beach County Sheriff’s Office und andere Strafverfolgungsbehörden in der verdeckten Operation Oxy Alley Informationen über den Unternehmensverbund aus, bevor sie am 3. März 2010 Kliniken und Privathäuser durchsuchten und umfangreiche Beweismittel sicherstellten. Zu den beschlagnahmten Gütern im Eigentum von Chris George zählten unter anderem drei große Anwesen, mehrere Luxuswagen und Motorboote. Auf dem Dachboden des Wohnhauses der Mutter von Chris George fanden sich 4,3 Millionen US-Dollar in bar, verstaut in mehreren Tresoren.
Die 123-seitige Anklageschrift vom 11. August 2011 richtete sich gegen Chris George, seinen Zwillingsbruder Jeff, Dianna Pavnick George, Denice Haggerty, 13 Mediziner und 15 weitere Tatbeteiligte. Um die Zusammenarbeit der Angeklagten und die Rolle der Ärzte gerichtsfest beweisen zu können, stützte sich die Anklage unter anderem auf den RICO-Act, ein Bundesgesetz, das 1970 insbesondere zur Bekämpfung der amerikanischen Mafia verabschiedet wurde. Die Anklagepunkte lauteten organisierte Kriminalität, Verschwörung zur Geldwäsche, illegaler Vertrieb von besonders zu überwachenden Medikamenten, Unterhalt von Räumlichkeiten, die mit Drogen in Verbindung stehen, sowie Verschwörung zum Betrug im Internet- und Versandhandel.
Viele der Angeklagten bekannten sich schuldig und wurden zu Haftstrafen verurteilt. Chris George zählte dazu und erhielt Anfang Februar 2012 eine Strafe von siebzehneinhalb Jahren. Im April 2014 wurde sie auf 14 Jahre verkürzt, weil Chris George mit den Behörden zusammenarbeitete, als es um den Prozess gegen zwei seiner ehemaligen Ärzte ging, die wegen Mordes angeklagt wurden.

## Rezeption
Neben der zeitgenössischen Berichterstattung in Zeitungen und Fernsehstationen wurden die kriminellen Aktivitäten von Chris George und seines Zwillingsbruders auch in anderen Formaten aufgegriffen. Die TV-Serie Evil Twins beschrieb das Gebaren der Zwillingsbrüder in der Episode The Candymen, die 2015 ausgestrahlt wurde. Die CNBC-Sendereihe American Greed machte die Pill Mills der George-Zwillinge im Juni 2016 mit der Episode Pain Killer Profits zum Thema. History produzierte den Beitrag Legal Pill Mills Ushered America’s Opium Crisis, der sich mit den Unternehmungen der George-Zwillinge befasst. John Temple veröffentlichte 2015 sein Buch American Pain, das den Aufstieg und Fall der Pill Mills von Chris George nachzeichnet. Die Filmrechte an Temples Werk erwarb Warner Bros. bereits 2014. Im September 2019 wurde bekannt, dass eine neue Produktionsfirma – Faster Horse Pictures – die Verfilmung plane.

## Anhang